# Cala d'Hort

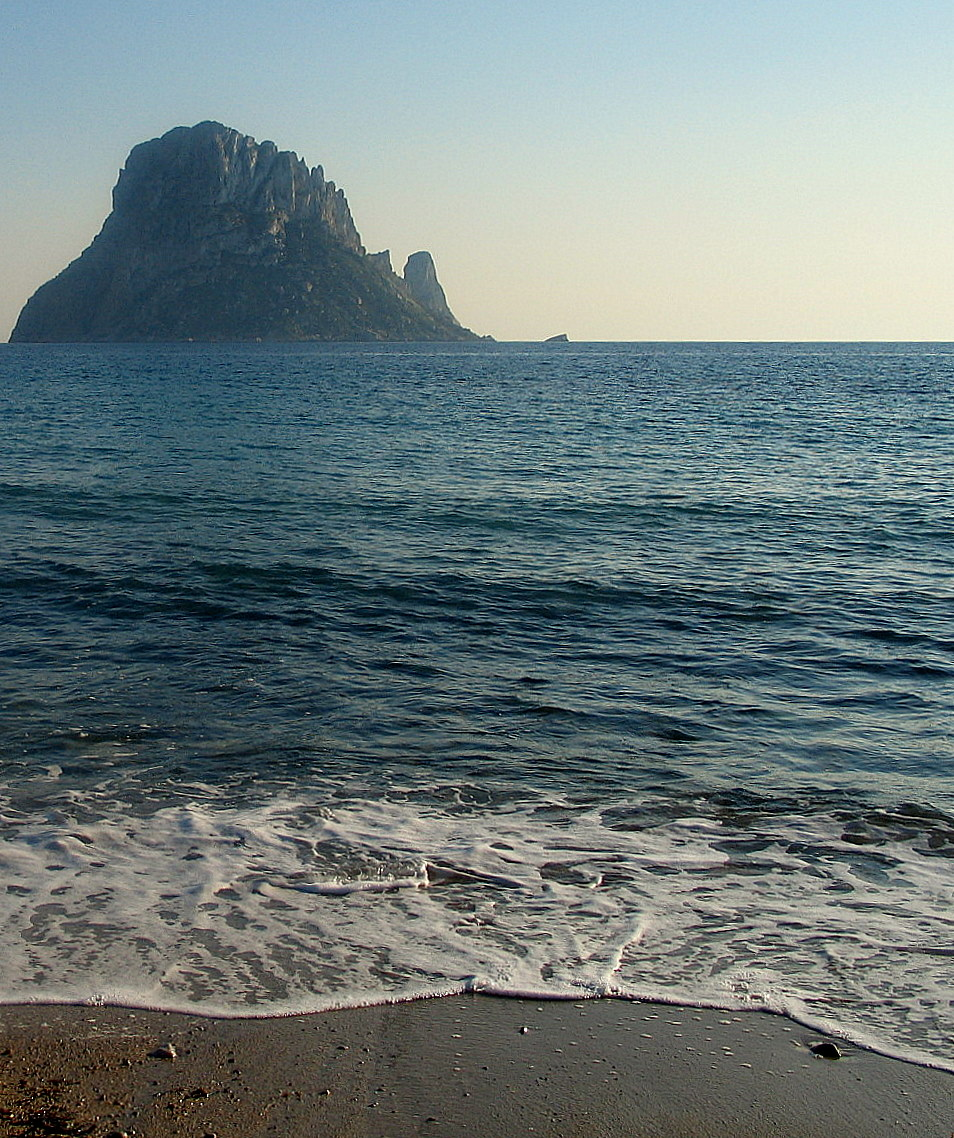
Es Vedrà vanaf het strand van Cala d'Hort

Cala d'Hort is een baai op het eiland Ibiza, in de gemeente Sant Josep de sa Talaia.
Cala d'Hort is bij de toeristen bekend omwille van zijn zandstrand en het uitzicht op Es Vedrà, een rots die 2 km uit de kust ligt.
Feniciërs bouwden hier een villa waarvan de resten werden blootgelegd. Op de heuvel boven de baai werd onlangs een begraafplaats van hen blootgelegd.

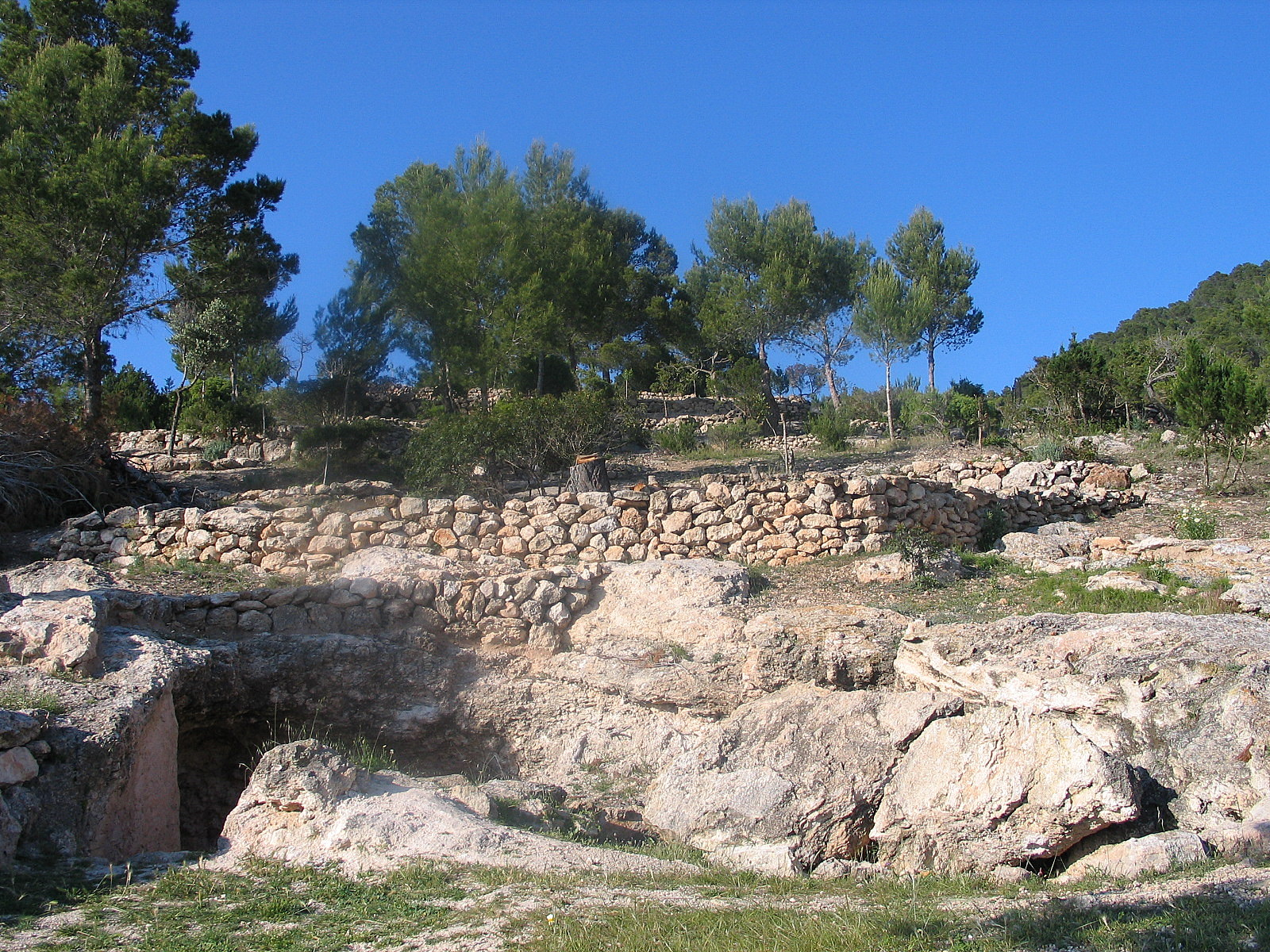
Begraafplaats van de Feniciërs
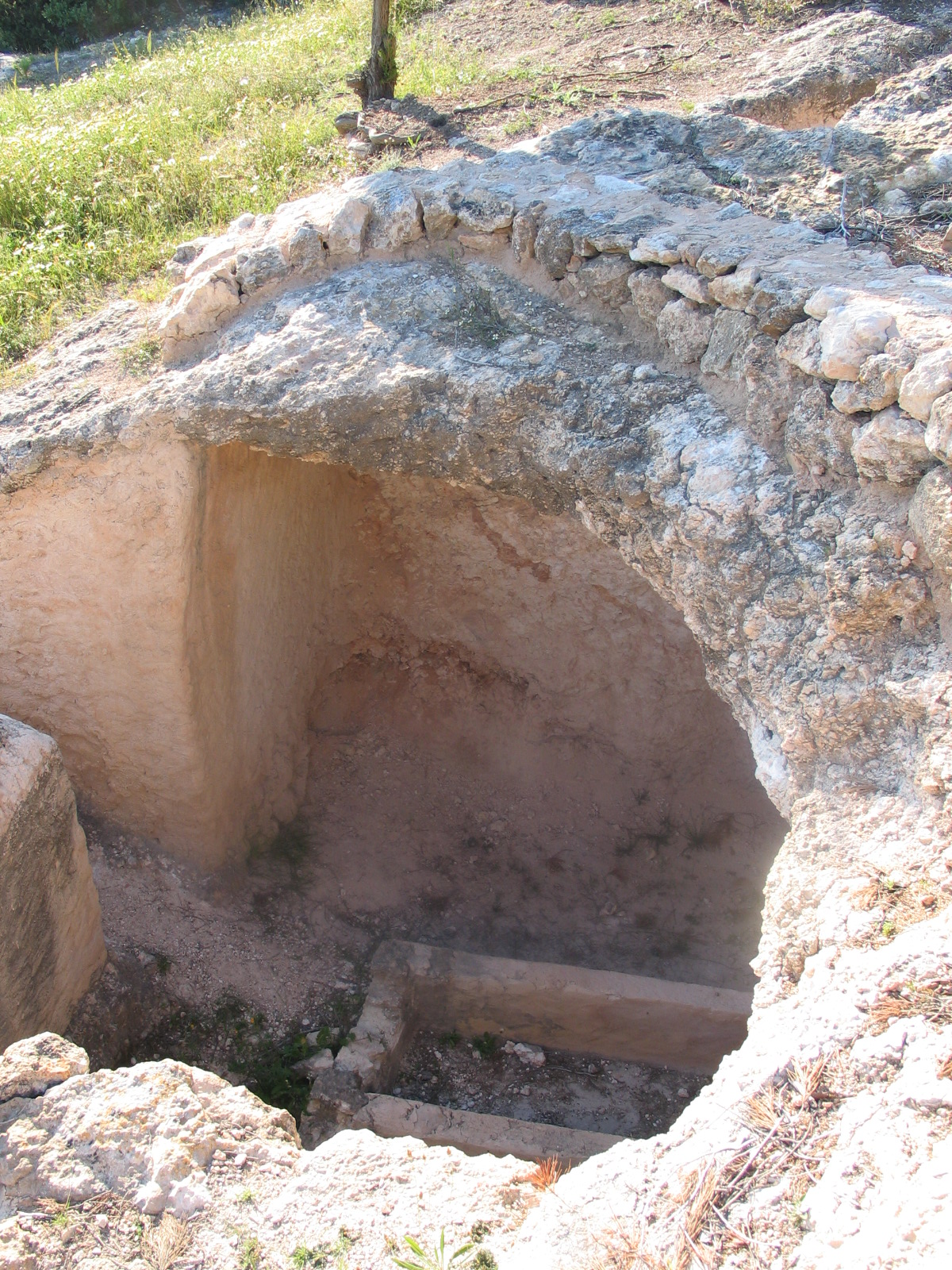
Een van de graven